# Léon Monet
Léon Monet, né le 14 avril 1836 à Paris et mort le 8 août 1917 à Maromme, est un chimiste, industriel et collectionneur d'art français.
Il est le frère aîné du peintre Claude Monet (1840-1926). 

## Biographie

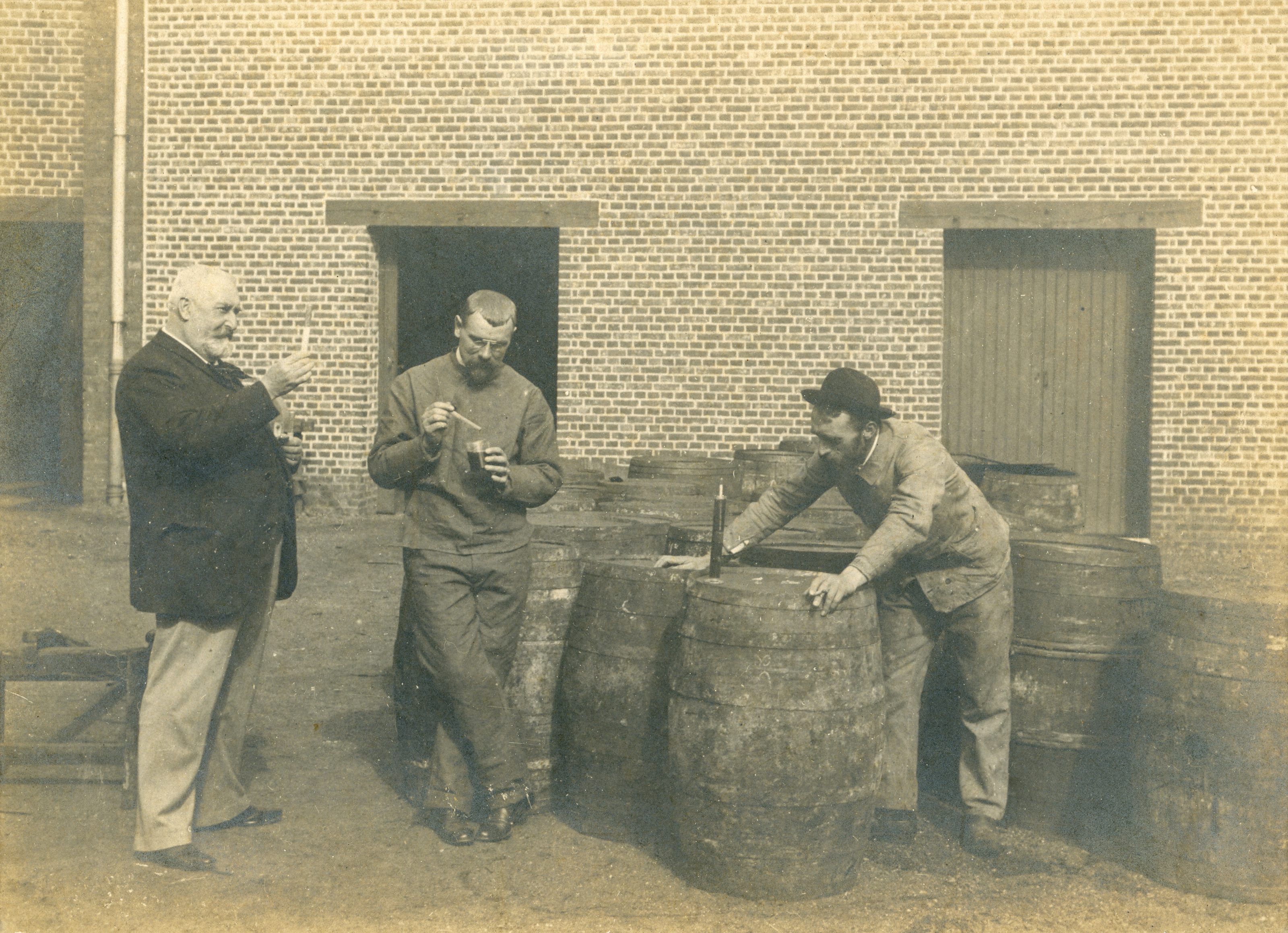
Léon Monet dans la cour de son usine de Maromme avec son neveu Jean Monet à droite vers 1905, photographie anonyme.

Léon Pascal Monet est né le 14 avril 1836 au 39, rue de Caumartin dans l'ancien Ier arrondissement de Paris. Il est le premier fils d’Adolphe Monet, un négociant en tissus, et de Louise-Justine Monet, née Aubrée. La famille déménage au 45, rue Laffitte dans le 9e arrondissement de Paris, où son frère, Claude Monet, est né le 14 novembre 1840. La famille, grands-parents paternels compris, s’installe au Havre en Normandie vers 1845. 
Après des études de chimie, il est recruté par Geigy qui ouvre une succursale à Déville-lès-Rouen. Vers 1870, il quitte le Havre pour Rouen où il est représentant de commerce pour une fabrique d'indienne. En 1872, il est un des membres fondateurs de la Société industrielle de Rouen. Geigy lui confie la remise en état d'un moulin à papier acheté dans la vallée du Cailly à Maromme pour la constitution d'une manufacture de produits de teinture dont il devient directeur en 1892. Il y emploie son neveu Jean Monet comme chimiste. Léon Monet est domicilié 37 rue de la République à Maromme.

## Collection
La collection de Léon Monet, débutée en 1870, centrée sur l'impressionnisme est marquée par une fidélité à Berthe Morisot, Alfred Sisley, Camille Pissarro, Claude Monet et Auguste Renoir.
S'il connaît Paul Durand-Ruel, il ne lui a acheté aucun tableau, traitant directement avec les artistes qu'il contacte par l'intermédiaire de son frère. 
Léon Monet possède déjà en 1872 une vue du Canal Saint-Martin de Sisley.
En 1872, Léon Monet fait l'acquisition d'un paysage hollandais de son frère, et une Maison à Louveciennes pour 100 francs (36 × 48 cm, collection particulière) de Camille Pissarro contacté par son frère, et qu'il exposera à l'exposition municipale de Rouen. 
En 1875, Léon Monet achète deux toiles de Renoir à la vente impressionniste de l'hôtel Drouot. Il s'agit de En été, la Bohémienne et de Paris l'institut au quai Malaquais.
Il acheta plusieurs toiles à son frère, dont Fleurs de printemps (1864) ou Adolphe Monet lisant dans un jardin (1866).
À la suite de Léon Monet, François Depeaux, un industriel rouennais, a collectionné des centaines de tableaux impressionnistes, soutenant ainsi Monet, Renoir, Pissarro et Sisley dans les années 1880-1890.
Le portrait peint par son frère Claude Monet de Léon Monet est exposé pour la première fois au musée du Luxembourg à Paris lors d’une exposition intitulée « Léon Monet, frère de l'artiste et collectionneur » du 15 mars au 16 juillet 2023. Géraldine Lefebvre est commissaire de l'exposition.

Œuvres de la collection de Léon Monet
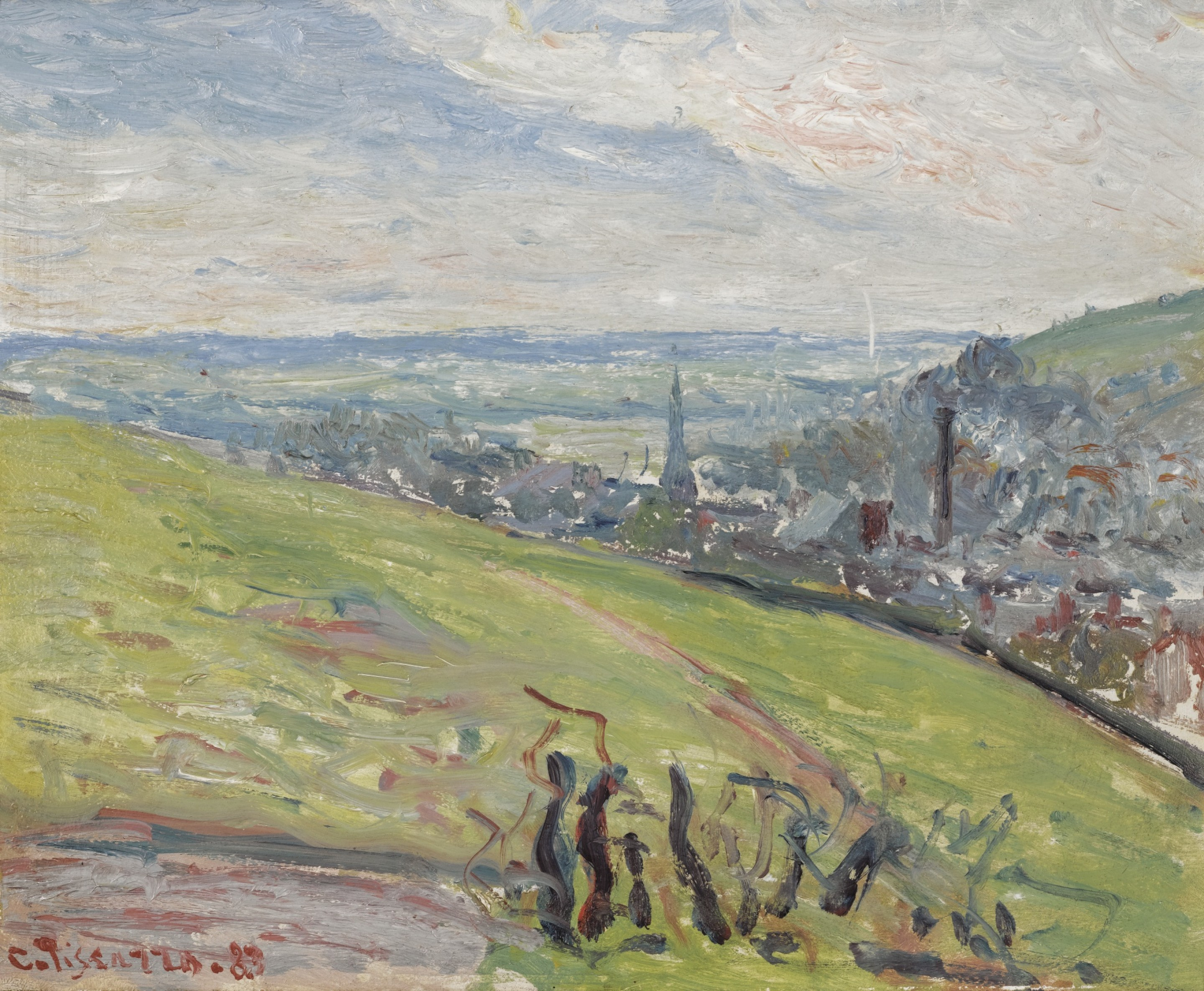
Camille Pissarro, Environs de Rouen, 1883, huile sur toile, 27 × 34,4 cm, localisation inconnue.
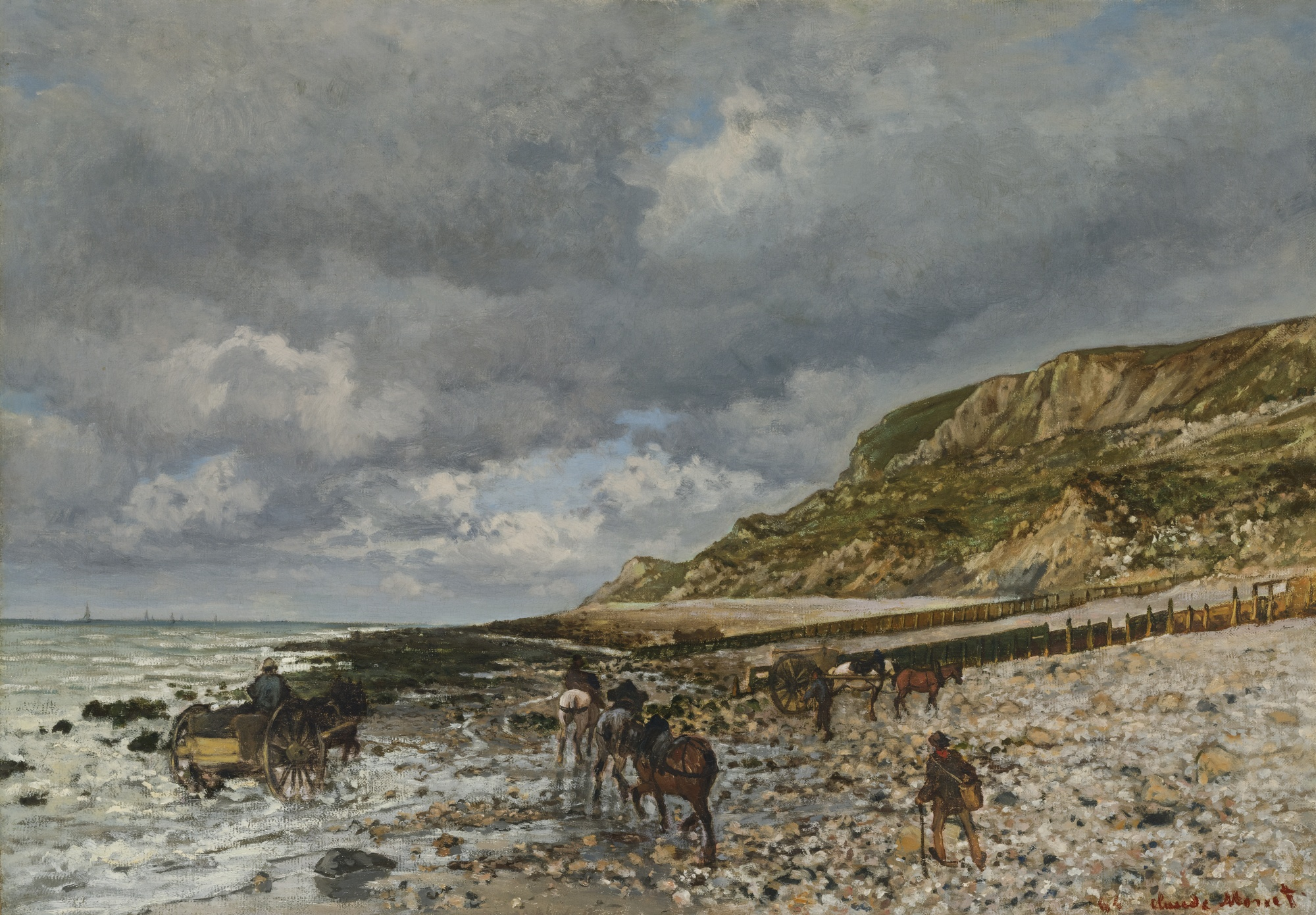
Claude Monet, Chevaux à la pointe de la Hève, 1864, collection particulière.
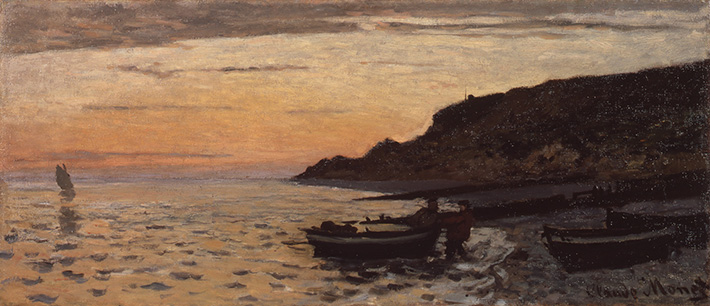
Claude Monet, La Plage de Sainte-Adresse , 1864, musée préfectoral des Beaux-arts de Tochigi.
Claude Monet, Fleurs de printemps, 1864, Cleveland Museum of Art.
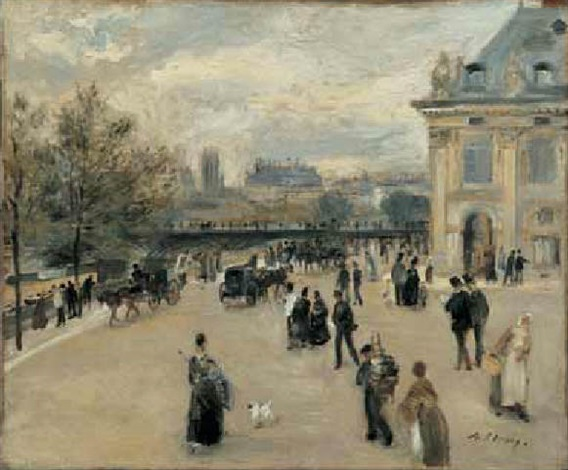
Auguste Renoir, Paris l'Institut au quai Malaquais, 1875, localisation inconnue.
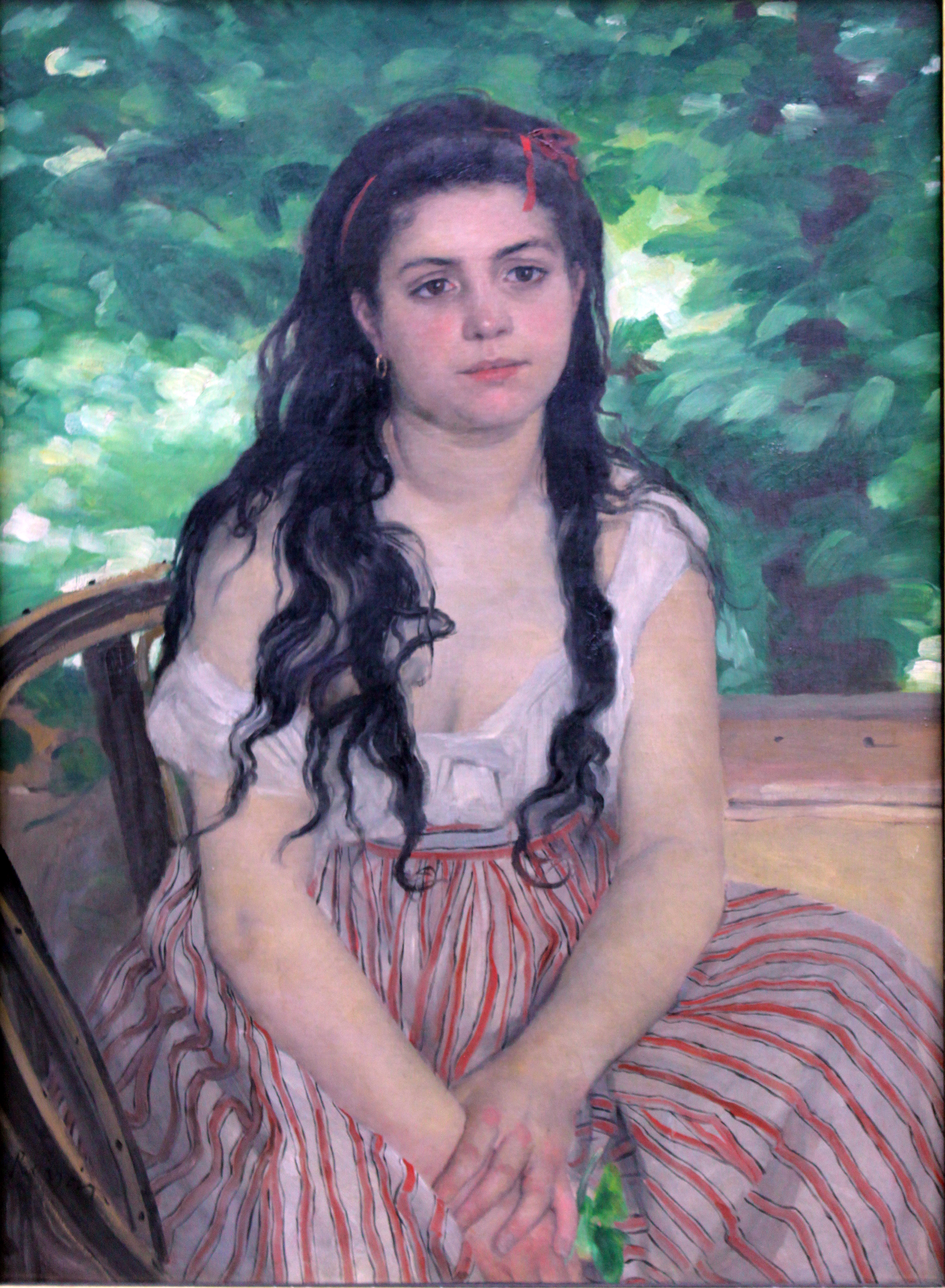
Auguste Renoir, En été, la Bohémienne, 1868, Berlin, Alte Nationalgalerie.